# Catharina Helena Dörrien

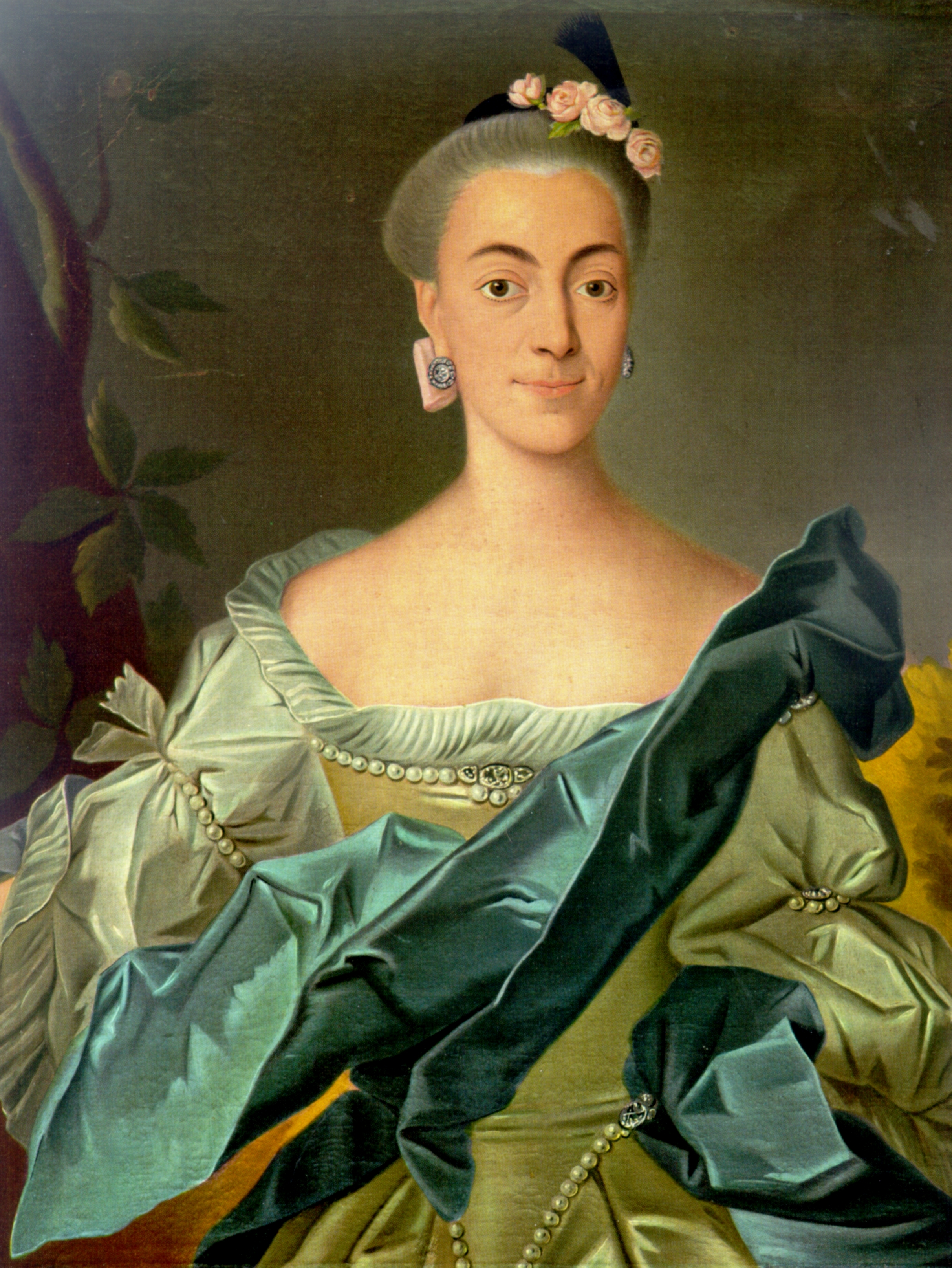
Catharina Helena Dörrien; Porträt von Friedrich Ludwig Hauck (1761)

Catharina Helena Dörrien (* 1. März 1717 in Hildesheim; † 8. Juni 1795 in Dillenburg) war eine deutsche Botanikerin, Malerin und Pädagogin.

## Leben und Werk

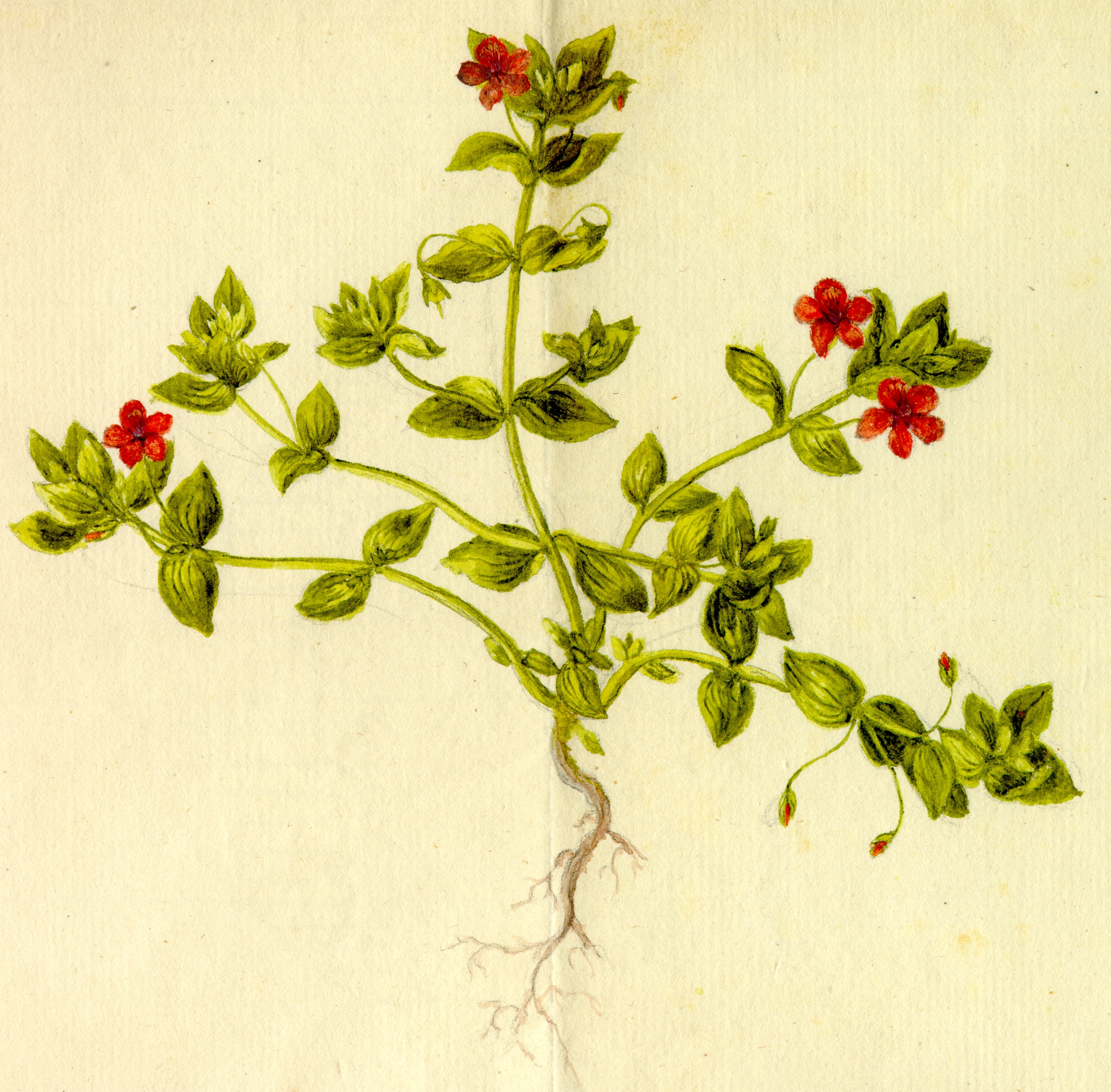
Acker-Gauchheil (Anagallis arvensis); Aquarell von Catharina Helena Dörrien

Catharina Helena Dörrien entstammte einer Hildesheimer Kaufmanns- und Bürgermeisterfamilie. Sie war das zweite von vier Kindern des Pastors Johann Jonas Dörrien (1684–1737) und seiner Frau Lucia Catharina, geborene Schrader († 1733); ihre Geschwister waren Maria Agnesa (* 1715; † vor 1733), Martin Sylvester (* 1719) und Melchior Karl (1721–1746). Als Kind wurde sie von ihrem Vater in Geschichte, Erdkunde und Religion unterrichtet und lernte auch „etwas von der lateinischen Sprache; jedoch nur blos vom Zuhören, wenn meine Brüder darin unterrichtet wurden“. Von ihrer Mutter lernte sie Haushaltsführung, Kochen, Nähen und andere Handarbeiten sowie das Klavierspiel. Im Pfarrhausgarten entwickelte sie schon früh ein lebhaftes botanisches Interesse.
Nach dem Tod ihrer Mutter 1733 übernahm die sechzehnjährige Catharina Helena als älteste lebende Tochter die Führung des Haushalts. Nachdem 1737 auch ihr Vater gestorben war, wurde sie vermutlich von Verwandten aufgenommen. In dieser Zeit freundete sie sich mit Sophia Anna Blandina von Alers an, die den Juristen,  Archivar und Historiker Anton Ulrich von Erath heiratete. Um die Jahreswende 1748/49 zog Dörrien als Erzieherin der Erath’schen Kinder an deren Wohnort Dillenburg, wo sie den Rest ihres Lebens verbrachte. Anton von Erath unterstützte ihr Streben nach Weiterbildung; sie nutzte seine umfangreiche Bibliothek, lernte Französisch und übte sich im Zeichnen und Malen, vornehmlich von Pflanzenbildern. In Verbindung mit ihrer Tätigkeit als Erzieherin verfasste sie ab 1754 eine Reihe belehrender pädagogischer Schriften, die sich an Kinder und junge Mädchen richteten. Nach dem Tod Anton von Eraths 1773 und ihrer Freundin Sophia von Erath 1789 lebte Catharina Helena Dörrien bis zu ihrem Tode hochgeachtet in der Familie des jüngsten Sohnes Justus Hieronymus von Erath, Regierungsrat in Dillenburg.
1755 begann sie im Dillenburger Archiv Zeichnungen der dortigen Siegelsammlung anzufertigen. Sie dienten als Vorlage für die Kupferstiche in Anton Ulrich von Eraths 1764 erschienenen Werk Codex Diplomaticus Quedlinburgensis. Auch schuf sie zahlreiche Zeichnungen des Dillenburger Schlosses aus der Zeit vor, während und nach dessen Zerstörung.
Am bekanntesten wurde sie jedoch als Botanikerin. 1762 begann sie, von Erath angeregt und gefördert, die Pflanzen des damaligen Fürstentums Oranien-Nassau (heute die Gegend zwischen Siegen, Dillenburg, Wetzlar, Limburg und Bad Ems) zu sammeln und zu beschreiben. Zu diesem Zweck vertiefte sie ihre Lateinkenntnisse und studierte die botanische Fachliteratur, unter anderem Carl von Linnés Werke Genera plantarum und Species plantarum. Zunächst zum eigenen Gebrauch verfasste sie eine einführende Darstellung des Linnéschen Systems in deutscher Sprache. Auf dieser Grundlage übte sie sich in Pflanzenbestimmung.  1770 erschienen als erste botanische Veröffentlichungen zwei Aufsätze von ihr im Hannoverischen Magazin. Nachdem Dörrien zunächst die Pflanzen in der Umgebung ihres Wohnorts Dillenburg bearbeitet hatte, bereiste sie systematisch die gesamten Nassauischen Lande, wobei sie nach Möglichkeit jeden Ort zweimal zu verschiedenen Jahreszeiten besuchte, um sämtliche dort wachsenden Pflanzenarten zu erfassen. Ergebnis ihrer Forschungstätigkeit ist das 1777 erstmals im Druck erschienene Werk Verzeichniß und Beschreibung der sämtlichen in den Fürstlich Oranien-Nassauischen Landen wildwachsenden Gewächse, das zu ihren Lebzeiten noch zweimal nachgedruckt wurde. Das Werk besteht aus zwei Teilen: der etwa 350 Seiten umfassende erste Teil beschreibt in deutscher Sprache die alphabetisch nach den  botanischen Gattungsnamen geordneten Pflanzenarten, ihre deutschen Bezeichnungen, ihr Aussehen und Vorkommen, unterteilt in fünf Kapitel: 1. Gräser, 2. Kräuter, 3. Bäume und Sträucher, 4. Moose und 5. Schwämme (Pilze). Der zweite Teil mit etwa 90 Seiten enthält einen nach Linnés Systematik geordneten Katalog in lateinischer Sprache. Damit gehörte sie zu den ersten Botanikern in Deutschland, die Linnés neues System und seine Nomenklatur verwendeten. Sie beschreibt daher auch eine Reihe von Arten, insbesondere Pilzen und Flechten, für die sie noch keine wissenschaftlichen Bezeichnungen angeben konnte – entweder, weil sie in der ihr zur Verfügung stehenden Literatur nicht zu finden waren oder weil es noch gar keine gab. In der Regel verzichtete Dörrien darauf, solchen Arten eigene Namen zu geben, sondern führte nur den Gattungsnamen und die deutsche Bezeichnung an; dort, wo es auch keinen deutschen Namen gab, setzte sie nur einen Strich hinter die Gattung. Bei Lichen centrifugus L. unterschied sie jedoch eine var. major und eine var. minor und wurde damit zur ersten Frau, die ein neues mykologisches Taxon bestimmte und benannte. Ihr botanisches Autorenkürzel lautet „Doerr.“.
Während sie an diesem Werk arbeitete, fertigte Dörrien rund 1400 Pflanzenaquarelle an. Diese Aquarelle wurden ursprünglich in der Erath’schen Bibliothek verwahrt und verblieben in Familienbesitz; Anfang der 1920er Jahre wurden sie aus Privatbesitz in Leipzig versteigert, von einem unbekannten Sammler erworben und gelten seitdem als verschollen. Nur etwa 40 Blätter haben sich in der Sammlung des Museums Wiesbaden erhalten. Möglicherweise handelt es sich bei diesen 1937 erworbenen Blättern um eine Auswahl, die 1875 zu Ausstellungszwecken an den Verein für Nassauische Altertumskunde und Geschichtsforschung ausgeliehen wurde. Dörriens Aquarelle wurden vor allem wegen der Feinheit der Pinselführung gelobt und mit den Arbeiten Maria Sibylla Merians verglichen. 1890 erwarb das Wiesbadener Museum eine Sammlung von etwa 2500 Pflanzenaquarellen des mit Anton von Erath befreundeten Malers Johann Philipp Sandberger; viele davon dürften Kopien von Aquarellen Dörriens sein.
Dörrien galt zu Lebzeiten als „berühmte[s] Frauenzimmer“ und fand wissenschaftliche Anerkennung: 1766 wurde sie zusammen mit Anton Ulrich von Erath zum Ehrenmitglied der Botanischen Gesellschaft zu Florenz ernannt, 1776 wurde sie Ehrenmitglied der Gesellschaft Naturforschender Freunde zu Berlin und damit deren erstes weibliches Mitglied, 1790 Ehrenmitglied der neugegründeten Regensburgischen Botanischen Gesellschaft. 1793 benannte Moritz Balthasar Borkhausen zu ihren Ehren eine Gattung von Nelkengewächsen Doerriena. Nach ihrem Tode geriet sie jedoch schnell in Vergessenheit.

## Aktuelle Rezeption
Seit dem Jahr 2000 erhält Catharina Helena Dörrien wieder verstärkte Aufmerksamkeit. In diesem Jahr veröffentlichte der Campus Verlag eine Biographie mit dem Titel Zwar sind es weibliche Hände, verfasst von der Kulturpädagogin Regina Viereck aus Hildesheim.
In Dillenburg wurde am 9. Oktober 2018 ein von Ingrid Kretz verfasstes Musical uraufgeführt, das das Leben der Pädagogin und Botanikerin zum Thema hat. Die Stadt Dillenburg benannte Ende 2019 eine Straße nach ihr.
Auf der Berlinale 2024 wurde der Essay-Film Ihre ergebenste Fräulein von Eva C. Heldmann  in der Sektion Forum uraufgeführt. Der Film beschäftigt sich eingehend mit Catharina Helena Dörrien und ihrer botanischen Forschung.

## Schriften (Auswahl)
- Verzeichniß und Beschreibung der sämtlichen in den Fürstlich Oranien-Nassauischen Landen wildwachsenden Gewächse. Akademische Buchdruckerei, Herborn 1777 (urn:nbn:de:bvb:12-bsb10301382-7); Donatius, Lübeck 1779; Böttger, Leipzig 1794 (urn:nbn:de:bvb:12-bsb10304257-7)
- Versuch eines Beytrags zu Bildung eines edlen Herzens in der ersten Jugend. Akademische Buchdruckerei, Herborn 1756; 3. Auflage Frankfurt 1761
- Von der Fragaria sterilis. In: Hannoverisches Magazin 8 (1770), Nr. 35, S. 557–560, Digitalisat.
- Von den Wurzeln der Cuscuta. In: Hannoverisches Magazin 8(1770), Nr. 56, S. 891–896, Digitalisat.